# 綠鋸蘚
綠鋸蘚（学名：Duthiella wallichii）为扭葉蘚科綠鋸蘚屬下的一个种。